# Landtag del Vorarlberg
La Dieta del Vorarlberg (in lingua tedesca: Vorarlberger Landtag) è l'assemblea legislativa monocamerale dello stato federato austriaco del Vorarlberg. La sede del parlamento è il Landhaus Bregenz.